# Plakatfärg
Plakatfärg är en färgstark, täckande vattenfärg. Den saluförs som en mer eller mindre tjock pasta i burkar av glas eller plast, eller i tuber. Mängden kan variera mellan ungefär 50 ml och 100 ml.
Ordledet plakat kommer sig av att denna typ av färg ursprungligen var tänkt för målning av "plakat", d.v.s. affischer. skyltar och liknande i stora format och med grova penslar. Denna färgtyp lämpar sig dock lika bra för målning i mindre format och med smalare penslar.